# 삼척종합운동장
삼척종합운동장(三陟綜合運動場, Samcheon Stadium)은 대한민국 강원특별자치도 삼척시에 있는 스포츠 시설이다. 천연잔디 필드와 우레탄 필드가 갖춰진 다목적 경기장이다. 1987년부터 1989년까지 현대 호랑이 축구단의 홈 경기장으로서 K리그1 경기가 개최되었다.

## 참고 문헌
- “삼척종합운동장”. 삼척시청.
- 〈삼척종합운동장〉. 《한국향토문화전자대전》. 한국학중앙연구원.[깨진 링크(과거 내용 찾기)]
- 《전국 공공체육 시설 현황 (2017년말 기준)》. 대한민국 문화체육관광부. 2019.
- 《2019년 전국 공공체육시설 현황 (2018년말 기준)》. 대한민국 문화체육관광부. 2020.
- 《2023 전국 공공체육시설 현황 (2022년 12월말 기준)》. 대한민국 문화체육관광부. 2024.